# حزقيال إغناثيو بيريز إغليسياس
حزقيال إغناثيو بيريز إغليسياس (بالإسبانية: Juan Ignacio Pérez Iglesias)‏ هو أحيائي إسباني، ولد في 1960 في سلامنكا في إسبانيا.